# Gare de Thomery
Gare de Thomery – przystanek kolejowy w gminie Fontainebleau, w Lesie Fontainebleau, 1,5 km od Thomery, w departamencie Sekwana i Marna, w regionie Île-de-France, we Francji.
Jest stacją Société nationale des chemins de fer français (SNCF) obsługiwaną przez pociągi linii R Transilien z Paryża. 

## Położenie
Znajduje się 88 m n.p.m., na 63,339 km linii Paryż – Marsylia, pomiędzy stacjami Fontainebleau - Avon i Moret - Veneux-les-Sablons

## Historia
Budynek został zaprojektowany przez architekta François-Alexis Cendrie, który zbudował wiele innych stacji dla towarzystwa PLM.
W 1866 roku cena biletu na trasie Paryż - Thomery wynosiła 7,15 F w 1. klasie, 5,40 F w 2. klasie i 3,95 F w 3 klasie.

## Usługi
Stacja jest obsługiwana przez pociągi linii R Transilien z Paryża do Lyonu Transilien i TER Bourgogne.
Znajduje się tu parking rowerowy oraz miejsca parkingowe dla 100 pojazdów. Linie 2 i 3 Réseau de bus Comète zatrzymują się w pobliżu.